# روبرت سوليفان
روبرت سوليفان (بالإنجليزية: Robert Sullivan)‏ هو شاعر نيوزلندي، ولد في 1967.